# Société sportive culturelle Michelin
Maillots
La Société culturelle sportive Michelin (Sociedad Deportiva Cultural Michelín en castillan), est un club sportif disparu d'Espagne, de la ville de Lasarte-Oria au Guipuscoa, (Pays basque). Il a été fondé en 1947 et a disparu en 1995.

## Histoire
La Société culturelle sportive Michelin est un club sportif fondé en 1947 dans la localité de Lasarte, à l'époque c'était un quartier divisé entre Hernani et Urnieta.
Le club a été fondé en 1947, a été promu par l'usine de pneus de la multinationale française Michelin, installée dans les alentours de Lasarte depuis 1934. Le club a toujours été sous le parrainage et le mécénat de cette entreprise. Michelin était (et il est encore) la principale entreprise de Lasarte, la ville ayant crû grâce à elle.
L'âge d'or de la SDC Michelin de football a été la décennie 70, quand il a joué 4 saisons dans la Troisième division espagnole : 1970-71, 1974-75, 1975-76 et 1977-78. Il a aussi pris part deux éditions de la Coupe d'Espagne de football : 1970-71, étant éliminé par Real Oviedo en première phase et 1975-76. En 1978 il a été obligé de renoncer à la catégorie bien qu'ayant obtenu le meilleur classement de son histoire.
Dans les années 80 le club a vécu une décadence, tandis que Lasarte-Oria est constitué en commune indépendante et apparaissent dans la ville de nouveaux clubs de football comme Lasarte-Oria KE, CF Texas ou Ostadar KT.
Couleurs du club : maillot bleu avec une bande horizontale jaune, short bleu et chaussettes bleues.
Vers le milieu des années 90 la SDC Michelin disparaît comme club sportif mettant fin à presque 50 ans d'histoire.

## Autres sports
L'équipe a disposé d'autres sections sportives comme la natation ou l'aviron.
La section d'aviron, en discipline de trainière, a été dans l'élite de la discipline pendant les années 70, sous le nom de  Lasarte-Michelin .

## Palmarès
- 2 Drapeau de La Concha : 1969 et 1973.
- 1 Championnat d'Espagne de trainières : 1969 (dont sept fois vice-champion).
- 6 Championnat du Guipuscoa de trainières : 1970, 1974, 1975, 1976, 1977 et 1979.
- 3 Championnat d'Espagne de trainerillas : 1973, 1974 et 1978

## Stade
La SDC Michelin jouait sur le terrain de Football de Michelin situé aux alentours de Lasarte près de l'usine. Après la disparition du club le terrain de football est devenu municipal et a été intégré dans un Complexe Sportif Municipal transformé en 1997. Le terrain de Michelin est utilisé actuellement par les autres équipes de la ville ; il est enherbé artificiellement.

## Dates du club
- Saisons en Première division espagnole : 0
- Saisons en Seconde division espagnole : 0
- Saisons en Seconde division B : 0
- Saisons en Troisième division espagnole : 4
- Meilleure place dans la ligue : 9e (Troisième division espagnole, Groupe II saison : 77-78).

### Sources
- (es) Cet article est partiellement ou en totalité issu de l’article de Wikipédia en espagnol intitulé « Sociedad Deportiva Cultural Michelín » (voir la liste des auteurs).